# Ledina Çelo
Ledina Çelo, född 9 februari 1977 i Tirana, är en albansk sångerska och modell.
Çelo representerade Albanien vid Eurovision Song Contest 2005 i Kiev i Ukraina den 21 maj 2005, med låten "Tomorrow I Go" där hon slutade 16:e. 2006 slutade hon på andra plats i Kënga Magjike 8 med powerballaden "Të ndjej të huaj". Sju år senare återkom hon till Kënga Magjike 15 och slutade tvåa med "Gaboja".

## Liv och karriär

### Barndom och tidiga år (1977–1995)
Ledina Çelo föddes i Albaniens huvudstad Tirana den 9 februari 1977. Hon började studera musik i tidig ålder när hon studerade vid den estetiska skolan Jordan Misja i Tirana. Hon studerade med inriktning på sång. 1992 deltog hon i Konkursi i zërave të rinj med låten "Shtatori" (september) där hon slutade på andra plats.

### Genombrottet (1995–2004)
1995 slog Çelo igenom på allvar. I december ställde hon tillsammans med sångaren Luan Zhegu upp i Festivali i Këngës 34:e upplaga. De deltog med låten "E doni dashurinë" och i finalen av tävlingen slog de rekord i tävlingens längsta uppmätta applåd från publiken, som applåderade i totalt 7 minuter och 11 sekunder. De ackompanjerades i finalen av saxofonisten och musikern Osman Mula. Efter omröstning slutade de tvåa i tävlingen efter Ardit Gjebrea.
1996 släppte hon låten "San Valentino" som rankades etta i Këngët e Stinës. I december samma år framförde hon låten "Kërko dashurinë" i Festivali i Këngës. Hon framförde bidraget i finalen av tävlingen där hon efter juryns röster slutade på sjätte plats. 1997 hette hennes Festivali i Këngës-bidrag "Ishtë një ëndërr".
1999 deltog hon i Festivali i Këngës tillsammans med den kosovoalbanska sångaren Sabri Fejzullahu. De deltog med låten "Ma ke prish gjumin e natës". Låten skrevs av Agim Doçi med musik av Edmond Zhulali.
2000 deltog Çelo för fjärde gången i Festivali i Këngës. Hennes låt hette "Eja të vallezojmë". Hon lyckades dock inte vinna utan slogs av Rovena Dilo med "Ante i tokës sime". 
2003 valdes Çelo att, tillsammans med radio- och TV-personligheten Adi Krasta, leda Festivali i Këngës 42. Tävlingen var extra uppmärksammad eftersom det skulle bli första gången som den användes för att utse Albaniens representant i Eurovision Song Contest följande vår. Slutligen segrade Anjeza Shahini i tävlingen och fick bli landets första representant i tävlingen. 
År 2003 ställde Çelo även upp i musiktävlingen Kënga Magjike. Hon deltog med låten "Të dua se je ti" för vilken hon tilldelades priset Çmimi Linda Asociation. Året därpå ställde hon upp i Kënga Magjike 6 med låten "Një ishull që nuk ekziston" (en ö som inte finns). I finalen tilldelades hon publikens pris. 

### Eurovision (2005)

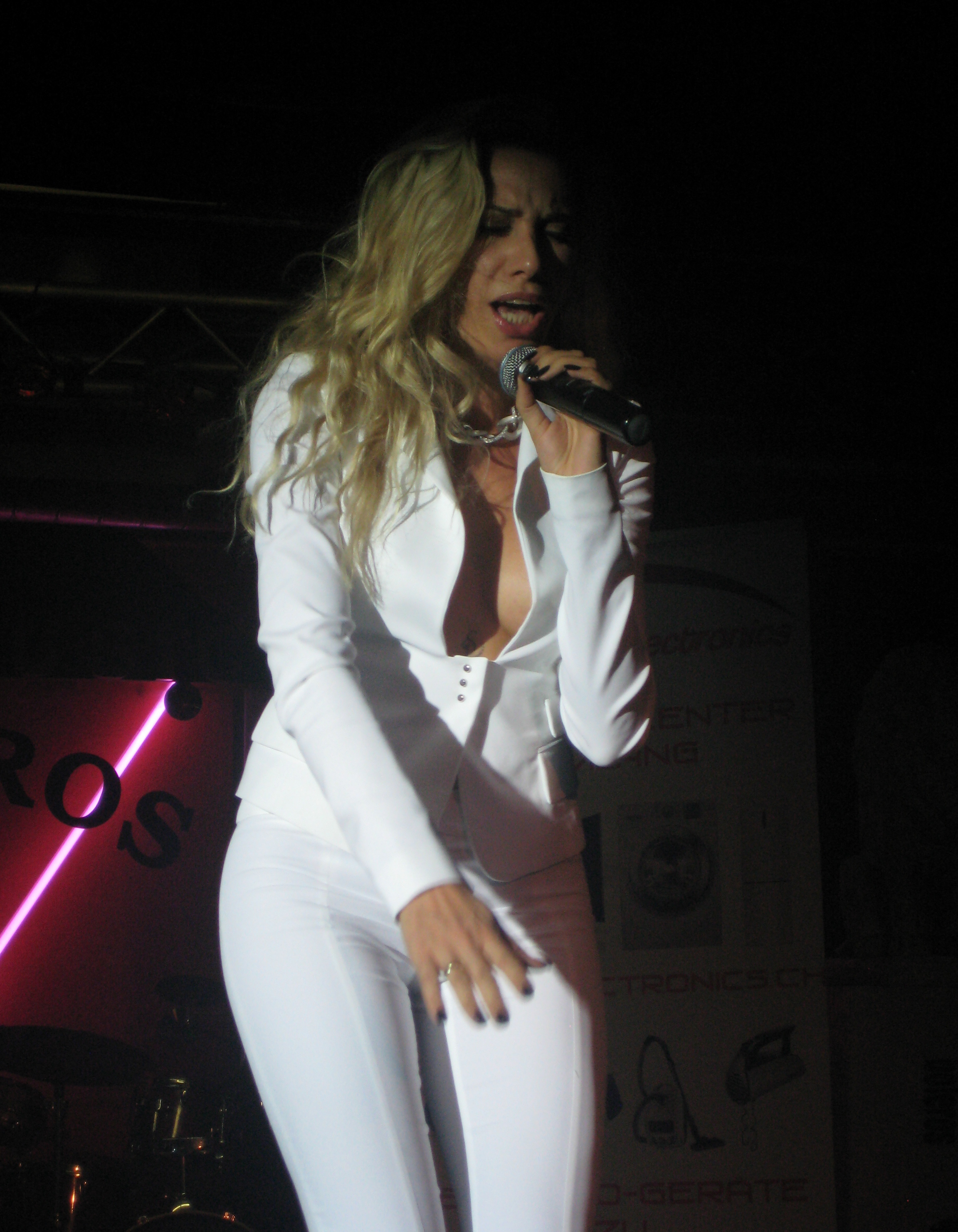
Ledina Çelo (2012)

I december 2004 var Çelo en av deltagarna i Festivali i Këngës 43. Hennes bidrag hette "Nesër shkoj" och skrevs av Pandi Laço med musik av Adrian Hila. Çelo deltog i tävlingens andra semifinal och ställdes mot 15 andra artister som tävlade om 9 platser till finalen. Efter att juryn fattat sitt beslut tog hon sig till final där hon fick startnummer 12 av 18. Hon framförde sin låt efter Samanta Karavello och före Jonida Maliqi. Eftersom juryns röster inte avslöjades avslöjades enbart topp 3 i tävlingen. Çelo vann tävlingen med Luiz Ejlli på andra plats och Jonida Maliqi på tredje. Därmed kom Çelo att få bli Albaniens andra representant i Eurovision Song Contest.
Inför tävlingen valde man att byta språk och titel på låten från "Nesër shkoj" till "Tomorrow I Go". Texten på engelska skrevs av Sidorela Risto. Till låten spelade man även in en officiell musikvideo (på albanska).
Vid tävlingen valde Çelo att inte ha några bakgrundssångare med sig utan istället ha dansare med på scen.
På grund av hur reglerna i tävlingen var behövde inte Çelo delta i semifinalen av Eurovision Song Contest 2005 utan hon hade en direktplats till finalen. Detta eftersom topp 10-länderna från året innan automatiskt var kvalificerade till finalen året därpå. Därmed var Albanien i final på grund av Anjeza Shahinis sjundeplats 2004. I finalen fick hon startnummer 8, efter Moldavien och före Cypern. Hon fick totalt 53 poäng vilket räckte till en 16:e plats av 24 finalister. Hon fick som högst en tolva (högsta poäng) från Makedonien.

### Efter Eurovision (2005–2006)
I november 2006 deltog hon i Kënga Magjike 8 med powerballaden "Të ndjej të huaj" (tidigare "Jemi të huaj"). Låten komponerades av den kända makedonska sångerskan och musikern Kaliopi. Hon tog sig till finalen där hon slutade på andra plats, endast slagen av segrande Armend Rexhepagiqi med 1 poäng, den minsta segermarginalen i tävlingens historia. I efterhand spelade man in en officiell musikvideo till låten.

### Flytt till Tyskland (2006–2012)
Efter framgångarna i Albanien flyttade Çelo till Tyskland där hon gifte sig med boxaren Naim Kabashi år 2009. Hon födde även en son i Tyskland. I mars 2009 framförde hon den engelska låten "When the Rain is Gone" på TV Klan. I Tyskland arbetade hon bland annat med producenten Nico Wieditz med vilken hon släppte singeln "Dangerous" år 2010 och "Superstretching".
2010 nämnde Çelo att hon skulle vilja ställa upp i albanska musiktävlingar, vilket startade spekulationer kring att hon skulle ställa upp i Festivali i Këngës 49, vilket inte blev fallet.

### Nya singlar och Kënga Magjike-comeback (2012–idag)
Çelo släppte under år 2012 två nya singlar då hon under försommaren släppte "Can You Touch Me Baby" och på hösten låten "Më ndëz".
I november 2013 presenterade hon låten "Gaboja", med vilken hon skulle ställa upp i Kënga Magjike 15. Låten skrevs av Olti Curri med musik av Adrian Hila.. Hon tog sig till finalen där hon slutade på andra plats, endast slagen av Besa Kokëdhima. Hon tilldelades även pris för tävlingens bästa ballad. Çelo ledde under i stort sett hela tävlingen men blev på slutet passerad av Besa, som vann med 772 poäng mot Çelos 750.
I december 2016 var hon programledare för Festivali i Këngës 55 tillsammans med den albansk-tyske skådespelaren Kasem Hoxha.

## Diskografi

### Studioalbum
- Miss bukuria

### Singlar
- 1996 – "San Valentino"
- 1997 – "Fal
- 1998 – "Jetoni jetën"
- 2005 – "Lojë dashurie"
- 2007 – "Pierce dhe tatuazh"
- 2009 – "When the Rain is Gone"
- 2010 – "Superstretching"
- 2010 – "Dangerous"
- 2012 – "Can You Touch Me Baby"
- 2012 – "Më ndez"
- 2013 – "Gaboja"